# Kleine Teun
Kleine Teun is een Nederlandse zwarte-filmkomedie uit 1998 geregisseerd en geschreven door Alex van Warmerdam met in de hoofdrollen Alex van Warmerdam, Annet Malherbe en Ariane Schluter
Het scenario van de film is gebaseerd op het gelijknamige toneelstuk van Alex van Warmerdam uit 1996. Het stuk werd in 1996 opgevoerd door theatergroep De Mexicaanse Hond. Vrijwel alle acteurs van deze toneelgroep spelen dezelfde rol in de film. Kleine Teun werd goed ontvangen door de Nederlandse pers, ondanks het kleine succes van de film, deed Kleine Teun het financieel minder in de bioscopen. Volgens de bezoekersstatistieken van de Nederlandse Film Producenten kwamen er 70.309 bezoekers naar de bioscoop, de nationale opbrengst was 362.813 euro. Het budget bedroeg 2.795.000 gulden (€ 1.257.750).
De film werd ook succesvol in het buitenland uitgebracht.

## Verhaal
Boer Brand woont met zijn vrouw Keet op een boerderij. Omdat hij niet kan lezen of schrijven is Brand afhankelijk van Keet, die de ondertiteling op de televisie moet voorlezen. Keet wil dit niet meer en eist dat Brand op les gaat. Brand weigert echter naar de stad te gaan en dus besluit Keet om de jonge onderwijzeres Lena te vragen om haar man thuis te leren lezen en schrijven.
Voor de wantrouwige Keet is het echter al snel duidelijk dat haar man verliefd is op het meisje uit de stad. In plaats van Lena te ontslaan stookt ze Brand op om een relatie met Lena op te bouwen, zodat hun liefde gaat "rotten". Ze vertellen Lena dat Keet en Brand broer en zus zijn, en dat ze eerst voor Lena volgehouden hebben een echtpaar te zijn, omdat ze bang waren dat Lena het vreemd zou vinden bij een vrijgezelle man te komen.
Bij de slagerij ziet Keet een moeder met baby. Ze raakt ineens vervuld van een kinderwens, en eist dat Brand meewerkt aan het plan dat Lena moet gaan dienen als draagmoeder. Aangezien Keet te oud is om kinderen te krijgen wil ze Lena gebruiken om een einde te maken aan de kinderloosheid van haar huwelijk. 
Lena raakt zwanger en baart een zoon, Kleine Teun. Ondertussen verslechtert de relatie tussen Keet en Lena; Lena dreigt weg te lopen, omdat zij vindt dat zij en Brand recht hebben op het grote bed, in plaats van het logeerbed; Keet op haar beurt vraagt Brand of ze nog eenmaal bij haar in bed stapt.
Nadat Lena bevallen is, en ze verteld heeft dat zij en Brand een huis in de stad proberen te vinden, probeert Keet haar te vergiftigen. Tijdens een ruzie tussen haar en de zieke Lena vertelt Keet dat zij en Brand een echtpaar zijn. Brand moet nu kiezen tussen zijn 'oude' en zijn 'jonge meisje'. De ruzie ontaard in een gevecht tussen Lena en Keet, waarbij ze beiden om de hulp van Brand roepen - Keet om Lena te helpen verdrinken. De verwarde Brand durft geen partij te kiezen, maar uiteindelijk slaat hij Keet dood met een bijl. Hierop rijdt Lena, met Kleine Teun, weg in haar auto.

## Rolverdeling
| Acteur                                 | Personage         |
| -------------------------------------- | ----------------- |
| Alex van Warmerdam                     | Boer Brand        |
| Annet Malherbe                         | Keet              |
| Ariane Schluter                        | Lena              |
| Sebastiaan te Wierik / Tomas te Wierik | Kleine Teun       |
| Maike Meijer                           | jonge moeder      |
| Hanneke Riemer                         | vriendin          |
| Joeri Keijzers / Rick Keijzers         | baby              |
| Aat Ceelen                             | slager            |
| Anneke van der Poll                    | klant             |
| Dolf Sauter                            | priester          |
| Beppe Costa                            | koster            |
| Houk van Warmerdam                     | misdienaar        |
| Mees van Warmerdam                     | misdienaar        |
| Thomas Rap                             | man bij strobalen |
| Marc van Warmerdam                     | buurman           |

## Achtergrond
Voor de verfilming van zijn toneelstuk Kleine Teun bleef Alex van Warmerdam dicht bij de bron. Dus geen wirwar van locaties, maar een vast decor. In Eemnes werd een boerderijgebouw neergezet, compleet met schuur en afgezien van wat uitstapjes naar kerk, supermarkt en visstek speelt alle actie zich daar af. De lege polder vormt de achtergrond. Behalve Kees Hulst die in het oorspronkelijke toneelstuk Brand speelt, herhaalden alle toneelacteurs hun rol in de film. Er was veel kritiek op de vervanging van Kees Hulst door Van Warmerdam zelf, maar de regisseur trok zich niets van deze adviezen aan. Voor een budget van 1.257.750 euro maakte Van Warmerdam zijn eerste verfilming van een van zijn toneelstukken.

## Prijzen en nominaties
- Op het Nederlands Filmfestival 1998 werd Annet Malherbe genomineerd voor een Gouden Kalf in de categorie: Beste Actrice
- Bij de European Film Awards 1998 werd Annet Malherbe genomineerd voor een Felix in de categorie Beste Actrice en Alex van Warmerdam voor een Felix in de categorie Beste Scenario
- Tijdens het Emden International Film Festival 1999 werd Alex van Warmerdam genomineerd voor een Emden Film Award voor Beste Film
- Bij het Filmfest Ludwigsburg/Stuttgart in juni 1999 kreeg Annet Malherbe de Prize of the Filmfest 99